# Bjørn Floberg
Bjørn Floberg (* 12. September 1947 in Tønsberg) ist ein norwegischer Theater- und Filmschauspieler.

## Leben
Floberg startete seine Arbeit am Det Norske Teatret 1972 und war in zahlreichen Bühnenstücken wie Der Hausmeister, Eines langen Tages Reise in die Nacht und Die heilige Johanna der Schlachthöfe als Darsteller zu sehen. In Stücken wie Volpone und Fräulein Julie war er jeweils in Hauptrollen besetzt. Auch am Nationaltheatret in Oslo trat er auf.
Als Filmschauspieler wurde er 1976 aktiv, als er in dem norwegischen Sci-Fi-Film Oss eine Rolle übernahm. In den 70er und 80er Jahren spielte er in einer ganzen Reihe norwegischer Filme mit und war an der Seite diverser anderer mehr oder weniger bekannter Darsteller zu sehen. Der Durchbruch gelang ihm 1993 mit dem Film Telegrafisten, in welchem er die Hauptrolle spielte. 1997 spielte er in dem Krimi Todesschlaf die Rolle eines Mörders, der einen Kommissar als Alibi missbraucht. Seine nächste größere Rolle hatte er 2002 in dem Drama Dina – Meine Geschichte, in welchem er Dinas Vater verkörperte.
2006 spielte er in dem Thriller Uro erneut die Rolle des Schurken. Für diese Rolle erhielt er gute Kritiken und galt als der beste Darsteller von Bösewichten in Norwegen. Danach spielte er von 2007 bis 2012 in den Verfilmungen der Kriminalromane des Schriftstellers Gunnar Staalesen über den Privatdetektiv Varg Veum die Rolle des Polizeiinspektors Jakob Hamre; die Reihe wurde in der ersten Staffel in der ARD bzw. in späteren Folgen durch das ZDF unter dem Titel Der Wolf ausgestrahlt. Sein Schaffen für Film und Fernsehen umfasst mehr als 80 Produktionen.

## Filmografie
- 1976: Oss
- 1983: Spionageschiff (Spyship)
- 1985: Øye for Øye
- 1988: Deep Secret – Gefahr in der Tiefe (Blücher)
- 1990: Herman und der König von Belgien (Herman)
- 1993: Telegrafisten
- 1994: Ti kniver i hjertet
- 1995: Hører du ikke hva jeg sier
- 1997: Das Auge des Adlers (Ørnens øje)
- 1997: Todesschlaf (Insomnia)
- 1998: Der letzte Mord (Sista kontraktet)
- 1999: Misery Harbour
- 1999: Sofies Welt (Sofies verden)
- 2000: Dykaren
- 2000: Ikingut – Die Kraft der Freundschaft (Ikíngut)
- 2001: Silent Witness (Fernsehserie, 2 Folgen)
- 2002: Dina – Meine Geschichte (Jeg Er Dina)
- 2002: Musik für Hochzeiten und Begräbnisse (Musikk for bryllup og begravelser)
- 2003: Kitchen Stories
- 2003: Operation Stella Polaris
- 2003: Der chaotische Elterntausch (Tur & retur)
- 2003–2004: Der Adler – Die Spur des Verbrechens (Ørnen: En krimi-odyssé)
- 2004: Die Rückkehr des Tanzlehrers
- 2003: Die Tote am See (Villmark)
- 2004: Uno
- 2006: Uro
- 2007: Der Kommissar und das Meer (Folge: Näher als du denkst)
- 2007: Der Wolf: Das vermisste Mädchen (Varg Veum – Bitre blomster)
- 2008: Der Wolf: Dunkle Geschäfte (Varg Veum – Tornerose)
- 2008: Der Wolf: Dein bis in den Tod (Varg Veum – Din til døden)
- 2008: Lønsj
- 2008: Der Wolf: Gefallene Engel (Varg Veum – Falne engler)
- 2008: Der Wolf: Auf eigene Faust (Varg Veum – Kvinnen i kjøleskapet)
- 2008: Der Wolf: Tote Hunde beißen nicht (Varg Veum – Begravde hunder)
- 2010: Ein Mann von Welt (En ganske snill mann)
- 2010: Kennedys Hirn
- 2010: Varg Veum – Die Schrift an der Wand (Varg Veum – Skriften på veggen)
- 2011: Varg Veum – Schwarze Schafe (Varg Veum – Svarte får)
- 2011: Varg Veum – Gefährten des Todes (Varg Veum – Dødens drabanter)
- 2011: Varg Veum – Geschäft mit dem Tod (Varg Veum – I mørket er alle ulver grå)
- 2012: Varg Veum – Kalte Herzen (Varg Veum – Kalde hjerter)
- 2012: 90 minutter
- 2014: Jakten på Berlusconi
- 2014: Kingsman: The Secret Service
- 2019: Pferde stehlen (Ut og stjæle hester)
- 2021: Die Königin des Nordens (Margrete den første)
- 2021: The North Sea (Nordsjøen)
- 2022: Mehr denn je (Plus que jamais)